# Айленд-Лейк-Саут
Айленд-Лейк-Саут (англ. Island Lake South) — літнє село в Канаді, у провінції Альберта, у складі муніципального району Атабаска.

## Населення
За даними перепису 2016 року, літнє село нараховувало 61 особу постійного населення, показавши скорочення на 15,3%, порівняно з 2011-м роком. Середня густина населення становила 90,8 осіб/км².
З офіційних мов обидвома одночасно не володів жоден з жителів, тільки англійською — 60. Усього 10 осіб вважали рідною мовою не одну з офіційних.
Працездатне населення становило 70 осіб (93,3% усього населення), рівень безробіття — 21,4%.

## Клімат
Середня річна температура становить 1,4°C, середня максимальна – 20,3°C, а середня мінімальна – -22,9°C. Середня річна кількість опадів – 494 мм.
| Клімат поселення                              | Клімат поселення | Клімат поселення | Клімат поселення | Клімат поселення | Клімат поселення | Клімат поселення | Клімат поселення | Клімат поселення | Клімат поселення | Клімат поселення | Клімат поселення | Клімат поселення | Клімат поселення |
| Показник                                      | Січ.             | Лют.             | Бер.             | Квіт.            | Трав.            | Черв.            | Лип.             | Серп.            | Вер.             | Жовт.            | Лист.            | Груд.            |                  |
| Середній максимум, °C                         | −9,74            | −5,42            | 0,59             | 9,62             | 16,08            | 20,28            | 20,25            | 19,51            | 14,18            | 8,68             | −1,44            | −9,1             |                  |
| Середня температура, °C                       | −16,3            | −11,99           | −5,98            | 3,05             | 9,51             | 13,72            | 15,76            | 15,03            | 9,68             | 4,20             | −5,94            | −13,58           |                  |
| Середній мінімум, °C                          | −22,88           | −18,55           | −12,54           | −3,51            | 2,96             | 7,14             | 11,28            | 10,55            | 5,20             | −0,29            | −10,43           | −18,06           |                  |
| Норма опадів, мм                              | 25               | 18               | 18               | 23               | 47               | 89               | 103              | 64               | 40               | 23               | 21               | 23               |                  |
| Середньомісячна швидкість вітру, м/с          | 3.20             | 3.10             | 3.30             | 3.50             | 3.60             | 3.20             | 3.00             | 3.00             | 3.01             | 3.49             | 3.29             | 3.30             |                  |
| Середньомісячна сонячна радіація, кДж/м²·день | 3005             | 6373             | 11899            | 17175            | 20548            | 21864            | 21751            | 17974            | 12030            | 6874             | 3313             | 2123             |                  |
| --------------------------------------------- | ---------------- | ---------------- | ---------------- | ---------------- | ---------------- | ---------------- | ---------------- | ---------------- | ---------------- | ---------------- | ---------------- | ---------------- | ---------------- |
| Джерело:                                      |                  |                  |                  |                  |                  |                  |                  |                  |                  |                  |                  |                  |                  |